# Колбун Микола Дмитрович
Микола Дмитрович Колбун (нар. 17 грудня 1944, с. Новосілки, Маневицький район, Волинська область;— 8 жовтня 2022) — український науковець, фахівець у галузі біофізики та електромагнітної біології. Доктор технічних наук (2008), професор (2008), академік УАН. Дослідник надслабких електромагнітних полів біологічних об'єктів, розробник інноваційного медичного напряму та технології — інформаційно-хвильової терапії (ІХТ).

## Життєпис
Микола Колбун народився 17 грудня 1944 року у с. Новосілки Колківського району (нині Маневицький район) Волинської області. 1970 року закінчив Харківський авіаційний інститут, після закінчення якого працював у ньому завідуючим лабораторією та викладачем. З 1976 року у Києві займається педагогічною та інженерною діяльністю. З 1983 року науковий співробітник науково-дослідної лабораторії «Фізичні методи ранньої медичної діагностики» Київського державного університету імені Т. Г. Шевченка. Електромагнітною біологією займається з 1979 року — дослідник надслабких електромагнітних полів (ЕМП) біологічних об'єктів і порогових рівнів чутливості біооб'єктів до зовнішнього ЕМП штучного, природного та біологічного походження.
З 1990 року — директор науково-виробничої фірми «Біополіс». З 2004 року — директор Науково-дослідного інституту інформаційно-хвильових технологій Української академії наук, президент Міжнародної асоціації лікарів інформаційно-хвильової терапії.
Здійснив розроблення та впровадження інноваційної української медичної технології інформаційної-хвильової терапії у різних напрямах медицини.

## Наукова діяльність
Автор заявки на відкриття «Свойство сенсорно-разобщенных биологических объектов взаимодействовать между собой посредством электромагнитных полей» (№ 32-ОТ-11238, Реєстр Держкомвідкриттів СРСР, пріоритет від 31.10.1985), яке посприяло розвитку нових наукових напрямів у медицині та перспективних напрямів у сільському господарстві, біотехнологіях тощо.
Запропонував нову медичну парадигму та обгрунтував методологічні принципи технології інформаційно-хвильової терапії — медицини співпраці з організмом, яка базується на «розумності» живого, порогових рівнях чутливості організму («електромагнітна гомеопатія») і управлінні фізіологічними процесами організму через інформаційно-хвильовий (електромагнітний) гомеостаз біооб'єкта. Науково-теоретичне та біологічне обгрунтування нової медичної парадигми викладено у монографіях та наукових публікаціях спільно з доктором біологічних наук, академіком УАН Наталією Іванівною Околітенко. Лікувальна апаратура та засоби для ІХТ створюють необхідні для організму електромагнітні випромінювання, які гармонізують його власні випромінювання і за принципом резонансу усувають патологічні порушення організму людини.
Розробив методики лікування та реабілітації хворих на інфекційні хвороби, які виникають внаслідок СНІДу, обґрунтовав нові підходи до доказової та персоналізованої медицини, розробив нову концепцію хоспісів та паліативної медицини, обгрунтував новий параметр медичних стандартів ВООЗ — екологічність.
Створив більше 15 медико-соціальних програм, готових до впровадження, у тому числі — сімейна медицина, Medicare, Medicaid, профілактична, паліативна, реабілітаційна медицина тощо.
Міністерство охорони здоров'я України включило пристрої ІХТ, зокрема, «ІХТ-Поріг» та «ІХТ-Колбун», розроблені компанією «Біополіс», до державного реєстру медичних виробів. Пристрої ІХТ отримали реєстраційні посвідчення МОЗ Республіки Білорусь № ИМ-7.2918 та МОЗ РФ № 2001/82.
Винахід Колбуна отримав 10 патентів в Україні, Росії та 18 в інших країнах світу.

### Застосування ІХТ
Інформаційно-хвильова терапія використовується у педіатрії, пульмонології, гастроентерології, неврології, психіатрії, а також у офтальмології, отоларингології, дерматології, гінекології та акушерстві, кардіології, ендокринології, травматології та ортопедії, нефрології та урології, онкології, стоматології тощо.
Ефективність застосування ІХТ у медичній практиці підтверджена протоколами, відгуками, звітами науково-медичних та клінічних установ з клініко-експериментальної апробації й впровадження ІХТ за допомогою пристроїв «ІХТ-Поріг», «ІХТ-Колбун». Відповідні офіційні підтверджувальні документи отримані в Україні та за кордоном, зокрема, у Національному медичному університеті ім. О. О. Богомольця, Одеському державному медичному університеті, Інституті фтизіатрії та пульмонології АМН України, Інституті клінічної радіології НЦРМ АМН України, Інституті клінічної та експериментальної хірургії АМН України, Інституті геронтології АМН України, Інституті фізіології ім. О. О. Богомольця НАН України, Українській медичній стоматологічній академії, Київському державному інституті удосконалення лікарів, Міській клінічній лікарні ім. академіка І. П. Павлова, Медсанчастині авіаційного науково-технічного комплексу ім. Антонова, Дитячому очному відділенні ДТМО Жовтневого району м. Києва, Київській міській косметологічній лікарні, Головному військовому клінічному госпіталю МО України, Міському центрі профілактики та лікування ВІЛ-інфікованих, Донецькому обласному протипухлинному центрі, Львівській обласній дитячій лікарні з проблем Чорнобиля, Республіканському науковому центрі хірургії ім. академіка М. А. Топчибашева (м. Баку, Азербайджан), Всесоюзному науково-методичному центрі відновного лікування дитячих церебральних паралічів (м. Москва, РСФСР).
У Київському обласному центрі охорони здоров'я матері і дитини доктор медичних наук Наталія Олександрівна Данкович вивчала ефективність ІХТ при комплексному лікуванні хронічних запальних процесів органів малого таза. За даними дослідження Н. О. Данкович, використання ІХТ посприяло стійкому регресу запальних змін в органах малого таза.
В Інститут фізіології імені О. О. Богомольця НАН України доктором біологічних наук, професором Юрієм Петровичем Лиманським вивчались фізіологічні механізми болю під контролем ІХТ. Результати проведених досліджень були покладені в основу інформаційно-хвильової гіпотези болю та підтвердили високий протибольовий ефект ІХТ.
Вперше у світовій практиці лікування туберкульозу доктором медичних наук, професором Анатолієм Григоровичем Ярешком досліджено вплив ІХТ на відновлення чутливості палички туберкульозу до антимікробактеріальних препаратів та одержані позитивні результати з лікування мультирезистентного туберкульозу.

## Оцінки діяльності
Філософ науки, кандидат філософських наук Мстислав Андрійович Казаков відносить діяльність Колбуна до «СНІД-дисидентства», так звану «матрицю Колбуна» називає сумнівним пристроєм, а «інформаційно-хвильову терапію» — псевдонауковою теорією. «Матриця Колбуна» також називається серед популярних псевдонаукових засобів, що їх використовують СНІД-дисиденти в Російській Федерації, за даними російського фонду «СПИД.Центр». Молекулярний біолог з рослинної генетики Руслана Радчук у статті 2009 року «Нове середньовіччя: суспільство проти вакцинації і ГМО» виступила проти впровадження ІХТ в офіційну медицину і назвала інноваційну медичну технологію «легалізованим мракобіссям».
Пристрій «ІХТ-Поріг» запатентований і внесений до Державних реєстрів: МОЗ України, МОЗ Російської Федерації, МОЗ Республіки Білорусь, а також в реєстр Всесвітнього Інституту Болі (США). На сьогоднішній день технологія ІХТ має Сертифікат відповідності згідно з Технічним регламентом для медичних виробів.
Доктор медичних наук Юрій Володимирович Марушко у дисертаційному дослідженні підтвердив ефективність ІХТ при компенсованій формі тонзиліту у дітей з корекцією дисбіозу лактобактеріями.
Академік АНВШ України, професор Петро Степанович Мощич включив технологію ІХТ окремим розділом у практичний посібник «Медицина дитинства: у 4-х томах. Том 4.», призначений для інтернів вищих медичних навчальних закладів, а також для слухачів вищих медичних закладів післядипломної освіти.
Президент НАН України Борис Євгенійович Патон відзначив важливе значення робіт з дослідження ІХТ для подальшого розвитку української науки.
Люксембурзький психолог-терапевт Вольв Барт (англ. Dr. Wolf Barth) у своїй книзі «Mental Training: Verbesserung des Lebens mit der Kraft der Gedanken», опублікованій у 2015 році, присвятив технології ІХТ підрозділ під назвою «Informations-Wellen-Therapie (IWT) von N. D. Kolbun».
До розробок Миколи Колбуна у сфері ІХТ виявив інтерес бізнесмен Білл Гейтс, який запропонував 5 грантів для розвитку цієї технології.
У 2019 році багатомовний державний телеканал UATV включив у серію фільмів про видатних українців (Ігор Сікорський, Сергій Корольов, Микола Амосов тощо) фільм під назвою «Николай Колбун | Изменившие мир». У 2022 році, уже після смерті вченого, фільм перекладено українською мовою. Його трансляцію забезпечує телеканал «Дом».

## Громадсько-політична діяльність
Співзасновник та багаторічний член ради МГО «Волинське Братство».
Президент Міжнародної асоціації лікарів інформаційно-хвильової терапії.

### Участь у виборах
Балотувався на виборах до Верховної Ради 1998 року від Партії духовного, економічного і соціального прогресу.
У 2012 році балотувався на виборах до Верховної Ради України в 223-му вибочому окрузі Києва, де набрав 512 голосів, або 0,51 % і зайняв 15-те місце серед 24 кандидатів (вибори на окрузі були визнані недійсними).

## Родина
Є дядьком громадської діячки та міського голови Ірпеня (2006—2007 рр.) Мирослави Свистович.

## Нагороди, відзнаки
Нагороджений Федерацією Космонавтики медалями Гагаріна, Корольова, Кондратюка, лауреат міжнародної премії УАН «За видатні досягнення в прогресі людства» — Срібної медалі Платона, визнаний лідером ХХІ століття і внесений в книгу «500 влиятельных личностей».
Має відзнаки Міністерства внутрішніх справ України, Тяньдзіньського інституту акупунктури.

## Книги та публікації
Автор та співавтор понад 80 наукових публікацій: статті, монографії, науково-популярні та науково-художні книги.
- Иванов-Муромский К. А., Колбун Н. Д. В мире невидимого и неслышимого. — Харьков : Издательство «Основа» при Харьковском государственном университете, 1992. — 129 с.
- Околітенко Н. I., Колбун М. Д. Таємниця точки Хе-Гу. — Київ : Український письменник, 1993. — 106 с.
- Теория и практика информационно-волновой терапии / под редакцией Н. Д. Колбуна. — Киев : Книжная типография научной книги, 1996. — 268 с.
- Матеріали міжнародної науково-практичної конференції «Інформаційно-хвильова терапія: досвід, проблеми, перспективи». — Київ : Біополіс, 1999. — 234 с.
- Колбун Н. Д., Лиманский Ю. П. Атлас зон информационно-волновой терапии. — Киев : Биополис, 2000. — 112 с.
- Околитенко Н. И., Колбун Н. Д. Антидогмы медицины. Биологическое обоснование новой медицинской парадигмы. — Киев : Издательство Киевского государственного университета, 2006. — 115 с.
- Колбун Н. Д., Корниенко А. Г. Конспект лекций по информационно-волновой терапии. — Киев : Биополис, 2006. — 143 с.
- Матеріали міжнародної науково-практичної конференції «Інформаційно-хвильова терапія і нова медична парадигма». — Київ : Біополіс, 2007. — 382 с.
- Околитенко Н. И., Колбун Н. Д. Рак – ошибка формообразования: Где? Когда? Почему? Как?. — Киев : Гнозис, 2007. — 293 с.
- Матеріали науково-практичної конференції «Теоретичні та прикладні аспекти інформаційно-хвильової терапії СНІДу» / за ред. М. Д. Колбуна. — Київ : Біополіс, 2009. — 182 с.
- Околитенко Н. И., Колбун Н. Д. ВИЧ в свете законов природы: альтернативный взгляд. — Киев : Биополис, 2009. — 216 с.
- Науково-практична конференція «Роль і місце інформаційно-хвильової терапії в охороні здоров’я XXI століття» / за ред. М. Д. Колбуна. — Київ : Біополіс, 2017. — 150 с.